# Aleksiej Griszkowski
Aleksiej Griszkowski (ros. Алексей Васильевич Гришковский; ur. 27 kwietnia?/10 maja 1904 w Mornicy k. Kobrynia, zm. 5 marca 1990 w Charkowie) – generał major Armii Czerwonej, generał brygady LWP.

## Życiorys
W 1915 ukończył wiejską szkołę w miejscowości Macy, od listopada 1918 służył jako syn pułku i pisarz pułkowy w Armii Czerwonej. Od kwietnia do grudnia 1919 brał udział w wojnie domowej w Rosji na froncie południowym (10 Armia), a w 1920 na Krymie. W latach 1922–1923 był na kursie młodszych dowódców, po jej ukończeniu został dowódcą drużyny, następnie plutonu, a od 1932 dowódcą baterii w 7 pułku strzeleckim w Kazaniu. W latach 1932–1937 studiował w Wojskowej Akademii Artylerii im. F. Dzierżyńskiego, po czym wykładał artylerię w szkole oficerskiej. Od grudnia 1938 był zastępcą dowódcy 138 pułku artylerii w Rostowie nad Donem w stopniu majora. Od marca 1941 był szefem sztabu artylerii 64 Dywizji Strzeleckiej w Ordżonikidze.
Od czerwca 1941 walczył na froncie wojny z Niemcami pod Leningradem, następnie w 18 Armii. Jesienią 1941 otrzymał stanowisko szefa artylerii 353 Noworosyjskiej Dywizji Strzeleckiej na Froncie Północno-Kaukaskim, walczył w obronie Donbasu, wyzwoleniu Rostowa, obronie Kraju Krasnodarskiego i Kaukazu, otrzymał Order Czerwonej Gwiazdy. Od sierpnia 1942 podpułkownik, od grudnia 1942 pułkownik, od marca 1943 dowódca artylerii 22 Korpusu Strzeleckiego, potem 67 Korpusu Strzeleckiego.
Od początku listopada 1944 pełnił służbę jako zastępca dowódcy artylerii 3 Armii WP (w formowaniu, ostatecznie nie powstała), a od 23 grudnia 1944 – 2 Armii WP. W końcu kwietnia 1945 p.o. dowódcy artylerii 2 Armii WP po rannym Janie Pyrskim, brał udział w walkach w rejonie Budziszyna. 3 maja 1945 Prezydium KRN mianowało go generałem brygady, otrzymał również Order Virtuti Militari. Unikł śmierci w zasadzce zorganizowanej przez Armię Krajową, w której zginął pomylony z nim adiutant, Grisza Čirva. 11 lipca 1946 Rada Ministrów ZSRR zatwierdziła go na stopień generała majora artylerii Armii Czerwonej. Od 5 października do 5 grudnia 1945 dowodził artylerią Poznańskiego Okręgu Wojskowego.
W lutym 1946 został przeniesiony z powrotem do Armii Radzieckiej i został dowódcą artylerii 2 Armii Uderzeniowej Grupy Wojsk Okupacyjnych w Niemczech, a w maju 1946 p.o. dowódcą artylerii Archangielskiego Okręgu Wojskowego. Od 1948 do 1952 studiował w Wyższej Akademii Wojskowej im. K. Woroszyłowa w Moskwie, po jej ukończeniu do 1953 dowodził brzegową artylerią przeciwlotniczą, następnie do 1955 był dowódcą artylerii Północnokaukaskiego Okręgu Wojskowego. Od stycznia 1955 do 1959 kierował wydziałem radiotechnicznym i techniki specjalnej w Akademii im. Goworowa w Charkowie, w 1958 był zaproszony na Kreml w gronie najlepszych absolwentów wydziału. Od 1959 do 1961 był szefem wydziału naziemnego i pokładowego oprzyrządowania elektrycznego rakiet kierowanych w Akademii Goworowa, po czym został przeniesiony do rezerwy.
W latach 1961–1964 był dyrektorem sowchozu w obwodzie charkowskim.
Zmarł 5 marca 1990 i został pochowany na cmentarzu wojskowym w Charkowie.

## Awanse
- podpułkownik – sierpień 1942;
- pułkownik – grudzień 1942;
- generał major artylerii – 11 lipca 1946;
- generał brygady Wojska Polskiego – 3 maja 1945.

## Ordery i odznaczenia

### Radzieckie
- Order Lenina;
- Order Czerwonego Sztandaru (czterokrotnie) – 9 października 1943, 27 czerwca 1945;
- Order Suworowa II klasy – 25 sierpnia 1944;
- Order Wojny Ojczyźnianej II klasy – 3 stycznia 1944;
- Order Czerwonej Gwiazdy – 30 stycznia 1943;
- medale[2].

### Polskie
- Order Virtuti Militari V klasy w 1945;
- Medal „Za udział w walkach o Berlin”;
- Medal Za Odrę, Nysę i Bałtyk;
- Medal Zwycięstwa i Wolności;
- Order Krzyża Grunwaldu[2].